# Оллила, Йорма
Йорма Яаакко Оллила (фин. Jorma Jaakko Ollila; 15 августа 1950, Сейняйоки, Финляндия) — председатель правления, бывший председатель совета директоров компании Nokia.
Йорма Оллила заседает в правлении пяти компаний и был членом правления ещё нескольких. Также он занимался менеджментом многих производственных объединений и других официальных организаций Финляндии, возглавлял Университет технологии Хельсинки. Правительства пяти различных стран удостоили его официальных почестей. Оллила простой человек, живёт в скромном доме в пригороде Хельсинки. 

## Карьера
В середине 1970-х стал председателем союза финских студентов.
В 1976 году окончил университет в Хельсинки со степенью магистра политологии, а в 1978 году получил степень магистра в Лондонской школе экономики.
С 1978 года начал работать в лондонском отделении Citibank.
В 1981 году получил в Хельсинки степень магистра по инженерии.
В 1985 году начал работать в Nokia в должности вице-президента по международным операциям, а в 1986 году перешёл на должность старшего вице-президента, отвечающего за финансы.
В 1990 году перешёл на должность президента одного из основных подразделений компании — Nokia Mobile Phones, а в 1992 году стал президентом и исполнительным директором Nokia.
В 1999 году стал главным управляющим директором Nokia.
1 июля 2006 года снял с себя полномочия главного управляющего директора компании Nokia, а с 4 мая 2012 года снял с себя полномочия председателя совета директоров компании Nokia.
С 2006 по 2014 годы занимал пост председателя Совета директоров «Royal Dutch Shell».
В феврале 2012 года по рекомендации министра транспорта Мерьи Кюллёнен, назначен главой рабочей группы по оценке перспектив введения дорожной платы по всей Финляндии.
В июле 2013 года вскрылся факт владения Оллилой основанной в Люксембурге в 2000 году компанией «Kestrel» и отсутствии об этом сведений в надзорном финансовом органе Fiva.
На 2013 год является председателем совета директоров компаний «Outokumpu».